# 戦う幌馬車
『戦う幌馬車』（たたかうほろばしゃ、The War Wagon）は、1967年のアメリカ合衆国の西部劇映画。監督はバート・ケネディ、出演はジョン・ウェインとカーク・ダグラスなど。無実の罪で投獄されて財産を奪われた男が復讐のために仲間たちと企てた砂金強奪計画を描いている。原作はクレア・ハフェイカーの小説『悪党』。

## ストーリー
無実の罪で投獄されていたトウ・ジャクソンは仮出獄を許され、故郷エメットの町に帰って来た。彼は自分をはめて投獄させ、所有する土地と金鉱を奪ったピアースに復讐を果たそうとしていた。
トウが戻ってきたことを知ったピアースは流れ者のガンマン・ロマックスを報酬1万ドルで雇い、トウを殺せと依頼する。だが、トウとロマックスはピアースが50万ドルの砂金を運ぶ装甲馬車を襲撃して奪おうという計画を密かに立てていたのである。
トウはロマックスのほかに、メキシコ人の無法一味の1人だった熊のリーヴァイや爆発物の天才ビリーを仲間に入れ、インディアンからも協力を取り付ける。
トウ一味は盆地の峡谷にかかる木橋の付近で馬車を待ち伏せ、計画を実行に移す。
まずインディアンの集団が装甲馬車を襲うふりをすることで護衛たちを引き離し、さらに装甲馬車が駆け抜けた橋を爆破することで完全に護衛たちを引き離すことに成功する。さらに装甲馬車を脇道に逸らせて襲いかかると、馬車内での仲間割れでピアースが死ぬ。こうして手に入れた砂金をトウたちが別の馬車に積んだ小麦粉の樽の中に隠すと、そこにインディアンたちが現れ、砂金を横取りしようとする。銃撃戦の末、インディアンたちを追い払うことには成功したものの、トウたちを手伝っていたフレッチャーが死に、砂金を積んだ馬車が暴走して砂金を小麦粉とともにばら撒いてしまう。
この事態に、リーヴァイは仲間の元に戻り、ロマックスはこれまでの自分の働きに対する報酬としてトウの馬を奪って去っていく。そこにビリーとフレッチャーの幼妻ケイトが辿り着く。実は、トウはフレッチャーが密かに砂金の袋をいくつか馬車に隠していたことに気付いており、それをほとぼりが冷めた半年後にビリーたちと山分けすることにする。そして、それまでの当座の金として砂金の一部をビリーに渡したトウは、ビリーに「ロマックスに会ったら、トウからもらったと言え」と告げる。
それからしばらくして、町の酒場でトウを見つけたロマックスは今すぐ分け前をよこせと迫るが、トウは強盗の直後では足がつくから半年待てと言う。そして、その半年間、トウが死なないように注意しろと、ロマックスにトウを護衛するよう暗に命じる。ロマックスはがっかりするが仕方ないと受け入れる。

## キャスト
| 役名                           | 俳優                     | 日本語吹替                     | 日本語吹替                                                                 |
| 役名                           | 俳優                     | NETテレビ版                    | フジテレビ版                                                               |
| ------------------------------ | ------------------------ | ------------------------------ | -------------------------------------------------------------------------- |
| トウ・ジャクソン               | ジョン・ウェイン         | 納谷悟朗                       | 小林昭二                                                                   |
| ロマックス                     | カーク・ダグラス         | 宮部昭夫                       | 宮部昭夫                                                                   |
| フランク・ピアース             | ブルース・キャボット     | 神田隆                         | 大平透                                                                     |
| ビリー・ハイアット             | ロバート・ウォーカー・Jr | 柴田昌宏                       | 富山敬                                                                     |
| リーヴァイ・ウォーキングベアー | ハワード・キール         | 渡部猛                         | 小林勝彦                                                                   |
| ケイト・フレッチャー           | ヴァローラ・ノーランド   |                                | 吉田理保子                                                                 |
| ウェス・フレッチャー           | キーナン・ウィン         |                                | 永井一郎                                                                   |
| ローラ                         | ジョアンナ・バーンズ     |                                |                                                                            |
| ハモンド                       | ブルース・ダーン         |                                |                                                                            |
| カリータ                       | エミリオ・フェルナンデス |                                |                                                                            |
| スナイダー                     | シェブ・ウーリー         |                                |                                                                            |
| ハイト                         | ハル・ニーダム           |                                |                                                                            |
| 不明 その他                    |                          |                                | 野沢雅子 飯塚昭三 渡部猛 青野武 小関一 田中康郎 野島昭生 芝田清子 笹岡繁蔵 |
|                                |                          |                                |                                                                            |
| 演出                           | 演出                     |                                | 山田悦司                                                                   |
| 翻訳                           | 翻訳                     |                                | 山田実                                                                     |
| 効果                           | 効果                     |                                | 赤塚不二夫                                                                 |
| 調整                           | 調整                     |                                | 山田太平                                                                   |
| 制作                           | 制作                     |                                | グロービジョン                                                             |
| 解説                           | 解説                     | 淀川長治                       | 高島忠夫                                                                   |
| 初回放送                       | 初回放送                 | 1975年7月13日 『日曜洋画劇場』 | 1979年6月15日 『ゴールデン洋画劇場』                                       |

## 作品の評価
Rotten Tomatoesによれば、10件の評論のうち高評価は90%にあたる9件で、平均点は10点満点中5.9点となっている。